# جيم لويس (لاعب كرة قاعدة أمريكي)
جيم لويس (بالإنجليزية: Jim Lewis)‏ هو لاعب كرة قاعدة أمريكي، ولد في 20 يوليو 1964 في جاكسون في الولايات المتحدة.

## وصلات خارجية
- جيم لويس على موقعبيزبول رفرنس.كوم (الدوري الرئيسي) (الإنجليزية)
- جيم لويس على موقعبيزبول رفرنس.كوم (الدوري الثانوي) (الإنجليزية)